# Friedrich Wilhelm Raiffeisen

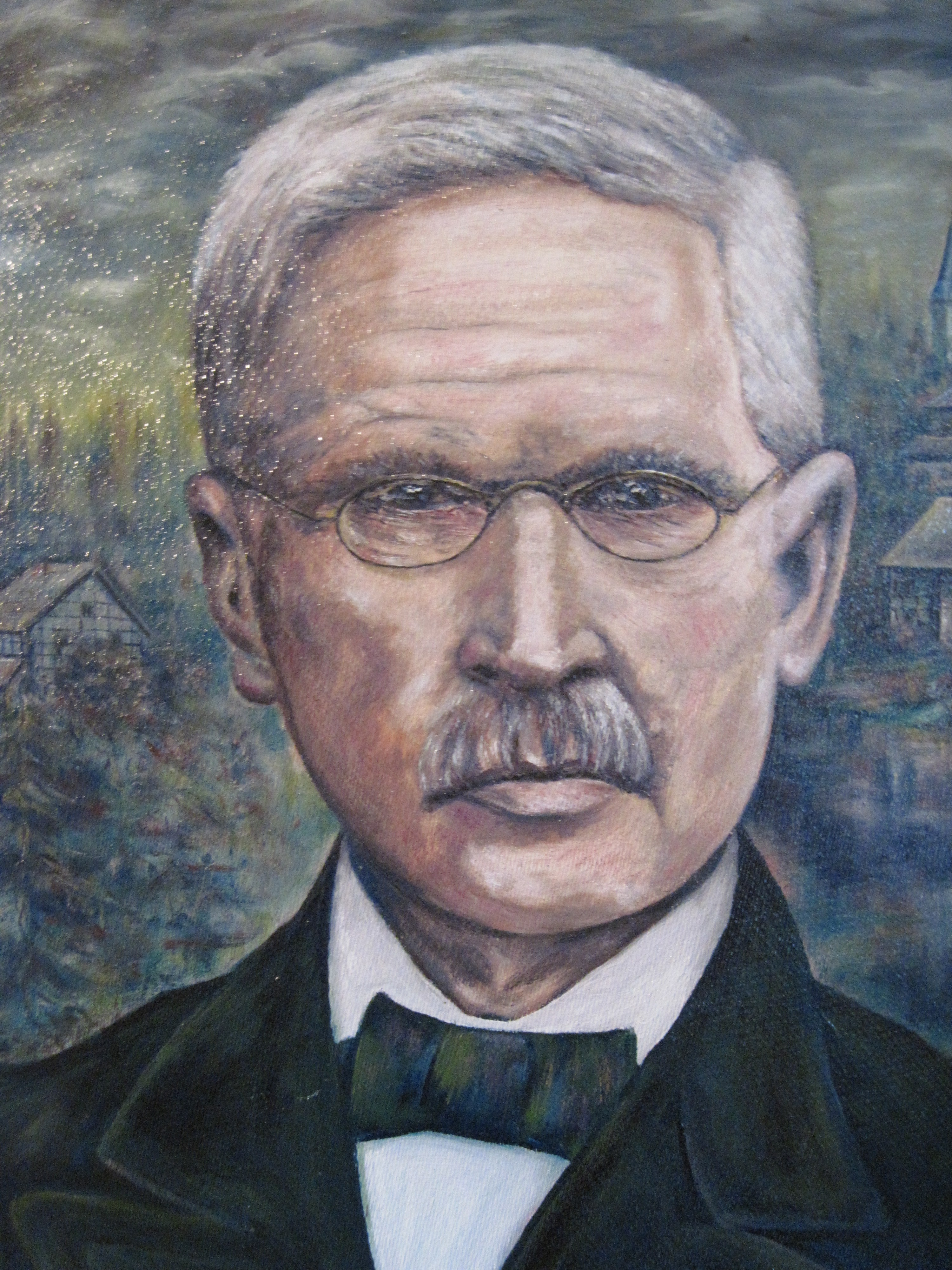
Friedrich Wilhelm Raiffeisen

Friedrich Wilhelm Raiffeisen (Hamm (Sieg), 30 de marzo de 1818 - Heddesdorf, actual Neuwied, 11 de marzo de 1888) fue un líder cooperativista alemán e impulsor de las cooperativas de ahorro, crédito y agrícolas.
Raiffeisen impulsó al sistema cooperativo de ahorro y crédito, basado en los principios de autoayuda, autoresponsabilidad y auto administración, en su tiempo fundó varias cooperativas en su país natal, y aquellos principios e ideas aún continúan vigentes en más de 100 países del mundo, con alrededor de 300 millones de socios, en más de 700.000 cooperativas.
Fue alcalde de varias ciudades: Weyerbusch (1845-1848),  Flammersfeld (1848-1852) y finalmente de Heddesdorf 1852 a 1865.
El inicio de la industrialización en el siglo XX, dio lugar a una economía libre e independiente, apareciendo en los sectores pobres, prestamistas inescrupulosos que agudizaban la miseria, ante esta situación Raiffeeisen, fundó en 1846, la asociación para la obtención de pan y frutas. Después de que consideró que solamente la autoayuda sería el medio más eficiente, fundó en 1864 la asociación de crédito de Heddesdorf.
Posteriormente, en 1865, Raiffeisen escribió sus experiencias en su libro: las asociaciones de cajas de crédito como medida para evitar la miseria de la población rural, artesanal y obreros urbanos (en alemán: "Die Darlehnskassen-Vereine als Mittel zur Abhilfe der Noth der ländlichen Bevölkerung sowie auch der städtischen Handwerker und Arbeiter"), este libro tuvo 8 ediciones y se difundió en todo el mundo.
Para la compensación de liquidez entre las pequeñas cooperativas de ahorro y crédito, se creó en 1872 el Banco Cooperativo Agrario Renano en Neuwiend, como primera caja central rural. También trató de crear un Seguro Cooperativo, mismo que fue fundado en Berlín en 1922 y hoy lleva su nombre. 
Por lo tanto el mes de marzo constituye para el sistema cooperativo de ahorro y crédito un mes de recordación, ya que fue el mes del nacimiento y muerte de uno de los principales gestores del cooperativismo de ahorro y crédito.
Actualmente el sistema cooperativo de ahorro y crédito ha demostrado una evolución continua y sostenida, a través de las organizaciones: a nivel latinoamericano, la Confederación Latinoamericana de Cooperativas de Ahorro y Crédito (COLAC), y a nivel mundial, la Organización Mundial de Cooperativas de Ahorro y Crédito (WOCCU).